# Oxytropis trajectorum
Oxytropis trajectorum är en ärtväxtart som beskrevs av Boris Fedtjenko. Oxytropis trajectorum ingår i släktet klovedlar, och familjen ärtväxter. Inga underarter finns listade i Catalogue of Life.